# Hurivka, Dolînska
Hurivka (în ucraineană Гурівка) este localitatea de reședință a comunei Hurivka din raionul Dolînska, regiunea Kirovohrad, Ucraina.

## Demografie
Componența lingvistică a localității Hurivka
     Ucraineană (97,31%)
     Rusă (2,3%)
     Alte limbi (0,39%)
Conform recensământului din 2001, majoritatea populației localității Hurivka era vorbitoare de ucraineană (97,31%), existând în minoritate și vorbitori de rusă (2,3%).